# Griechischer Salat
Griechischer Salat, auch Bauernsalat oder Choriatiki (griechisch χωριάτικη σαλάτα), ist eine Vorspeise der griechischen Küche. Er besteht in seiner einfachsten Variante aus Gurken, Tomaten, grünen Paprika, Oliven, Schafskäse (Feta) und Zwiebeln und ist mit Salz, Pfeffer und Olivenöl angemacht. Oft finden Kräuter wie Oregano, Dill oder Majoran Verwendung, teilweise wird auch mit Essig oder Zitronensaft mariniert.
Je nach Region variieren die Zutaten mit gekochten Eiern, grünem Kopfsalat, Weißkohl, Kapern und sogar Fleischstücken.
Auf manchen Inseln werden auf den Tellerboden der Choriatiki Paximadia (griechische zwiebackähnliche Brötchen) gelegt, die nach Einweichen zerstückelt und gemischt werden.

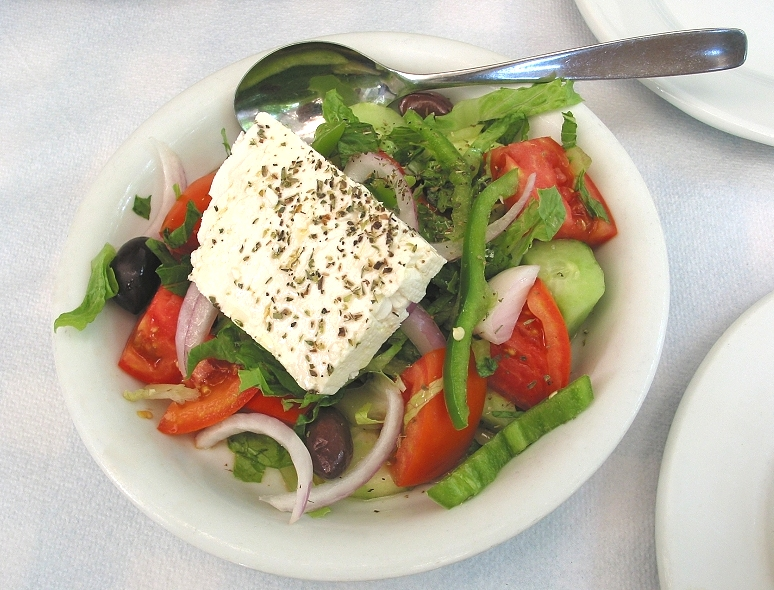
Griechischer Salat
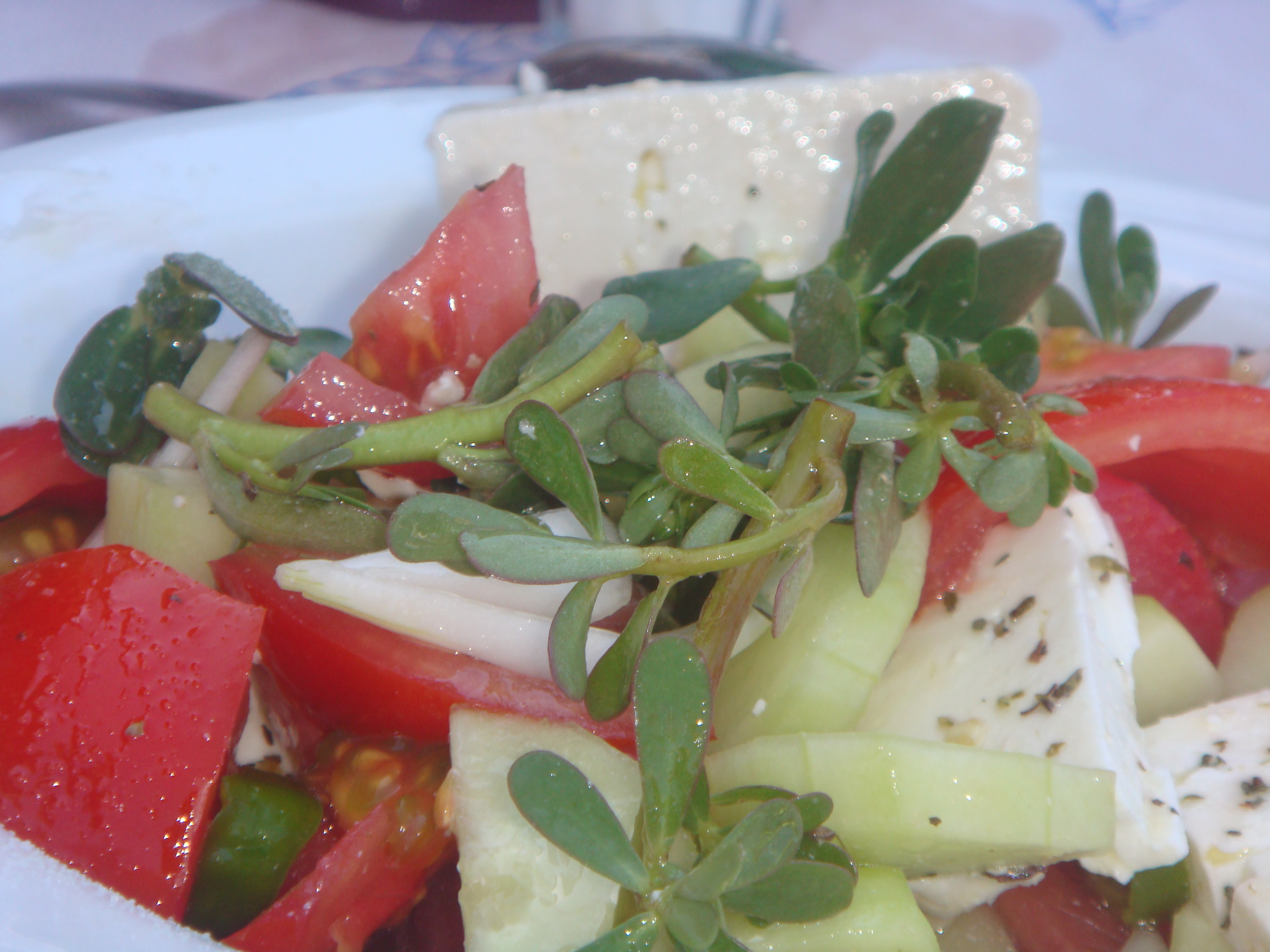
Griechischer Salat mit „Glystrida“ (Portulak)
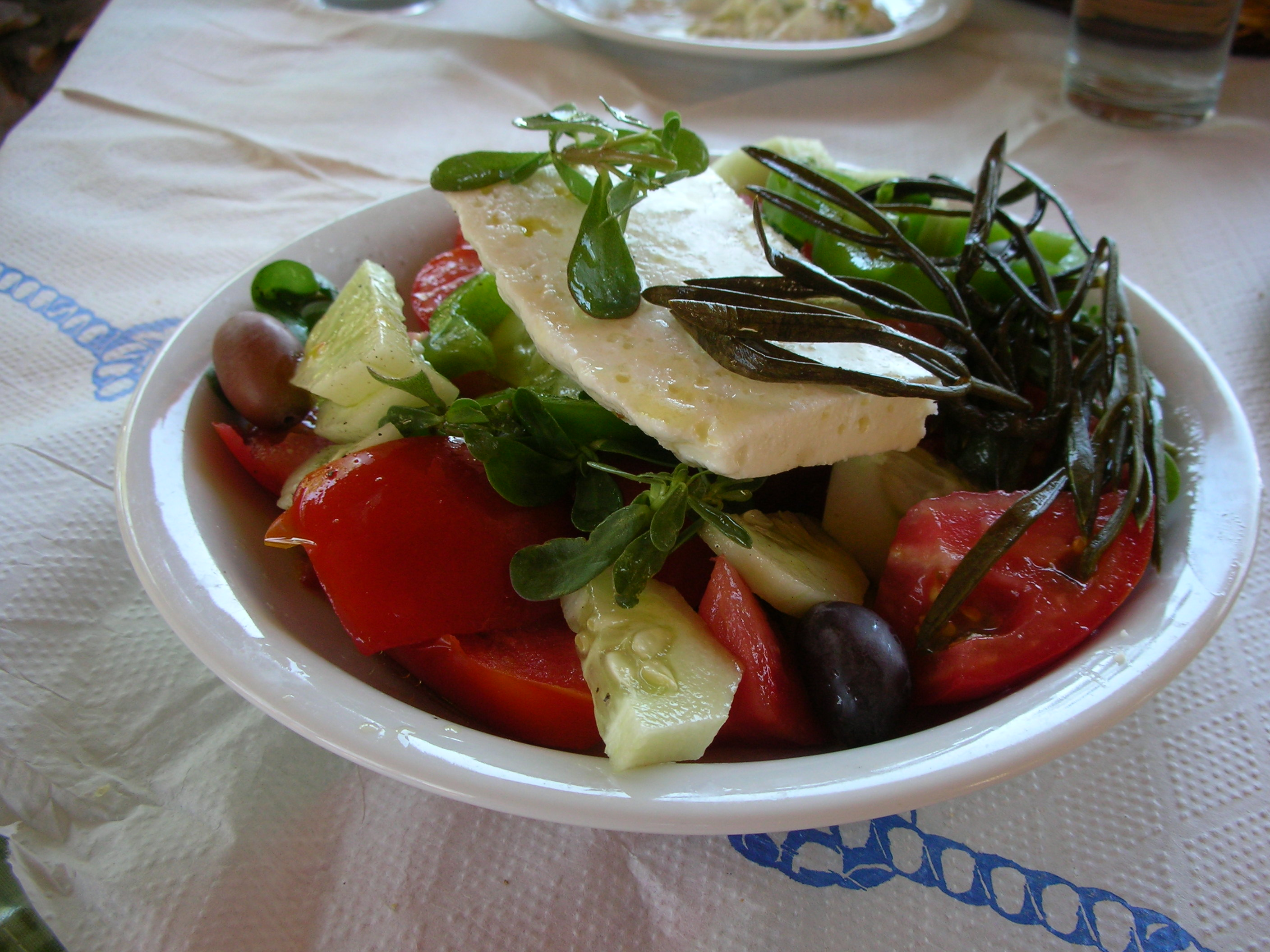
Griechischer Salat mit „Glystrida“ und „Kritamo“ (Meerfenchel)